# يان هاميلتون (لاعب كرة قدم بريطاني)
يان هاميلتون (بالإنجليزية: Ian Hamilton)‏ (12 سبتمبر 1940 في المملكة المتحدة - ) هو لاعب كرة قدم بريطاني في مركز مهاجم داخلي. لعب مع نادي إكزتر سيتي ونادي بريستول روفيرز ونيوبورت كونتي وWeston-super-Mare A.F.C. ‏ وWelton Rovers F.C. ‏.